# Kraft Hohenlohe-Ingelfingen

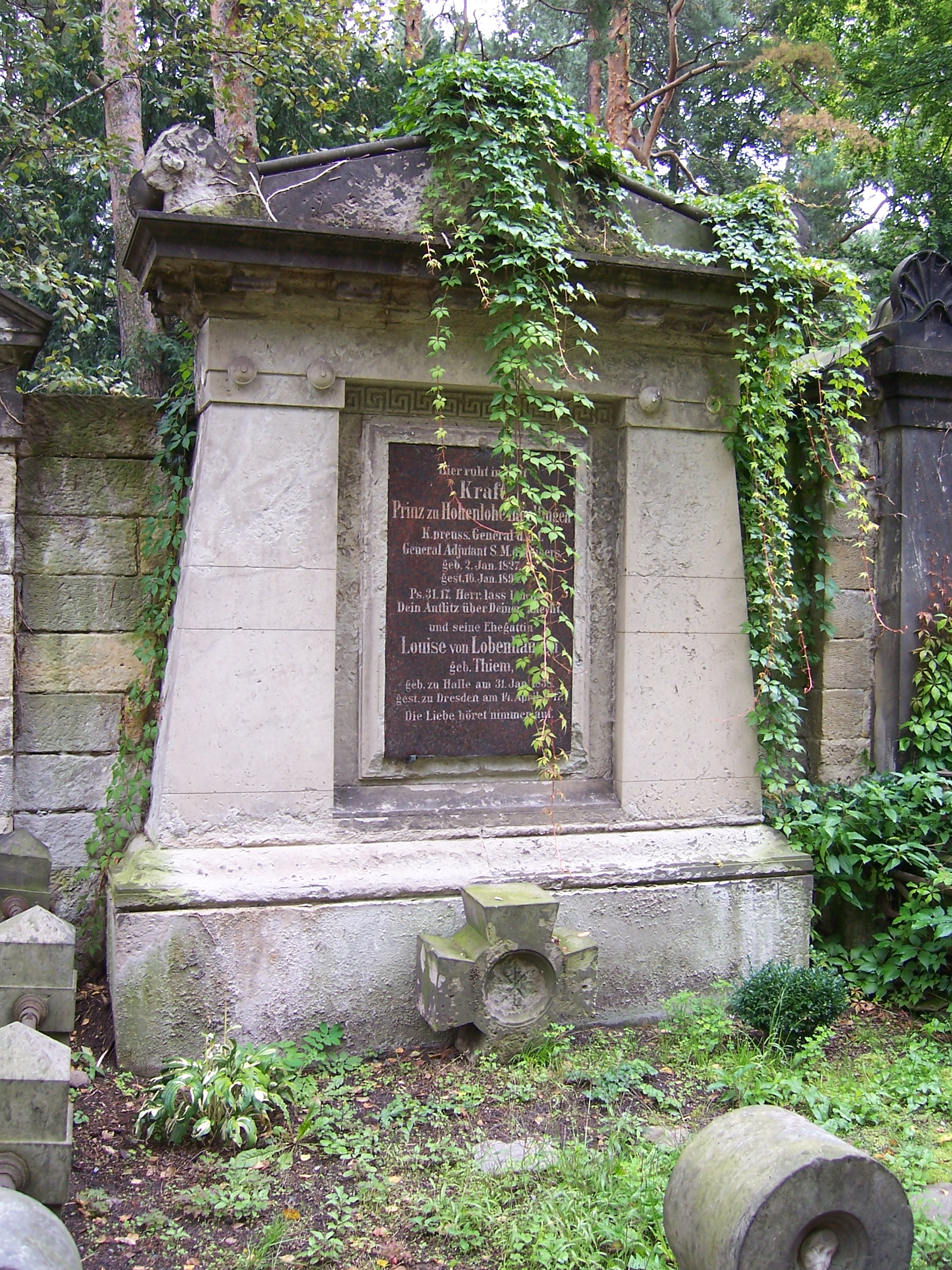
Grób Krafta Hohenlohe-Ingelfingen

Kraft Karl August Eduard Friedrich zu Hohenlohe-Ingelfingen (ur. 2 stycznia 1827, zm. 16 stycznia 1892) – książę z rodu Hohenlohe-Ingelfingen w armii pruskiej od 1845, adiutant króla Fryderyka Wilhelma od 1856, później również cesarza Wilhelma I, generał major artylerii od 1868.
Wnuk Friedricha Ludwiga, syn pruskiego premiera Adolfa, młodszy brat Carla i Friedricha.

## Odznaczenia
- Order Wojskowy Pour le Mérite (Prusy)[2]
- Order Orła Czerwonego II kl. z mieczami i koroną (Prusy)[2]
- Order Królewski Korony III kl. (Prusy)[2]
- Order Hohenzollernów II kl. z mieczami (Prusy)[2]
- Order Hohenzollernów III kl. z mieczami (Prusy)[2]
- Medal Hohenzollernów (Prusy)[3]
- Krzyż Żelazny I kl. (Prusy)[2]
- Krzyż Zasługi Wojskowej (Prusy)[2]
- Order św. Jana (Prusy)[2][3]
- Komandor II Klasy Orderu Lwa Zeryngeńskiego z mieczami i liściem dębu (Badenia)[2]
- Komandor Orderu Zasługi Wojskowej (Bawaria)[2]
- Komandor Orderu Legii Honorowej (Francja)[2]
- Krzyż Wielki Orderu Zasługi Filipa (Hesja)[2]
- Medal Zasługi Wojskowej (Schaumburg-Lippe)[2]
- Krzyż Zasługi Wojskowej I kl. (Meklemburgia)[2]
- Order Korony Żelaznej II kl. z dekoracją wojenną (Austro-Węgry)[2]
- Order Korony Żelaznej III kl. (Austro-Węgry)[3]
- Wielki Komandor Orderu Zasługi z mieczami (Oldenburg)[2]
- Order św. Jerzego IV kl. (Rosja)[2]
- Order św. Anny I kl. (Rosja)[2]
- Order św. Anny II kl. z brylantami (Rosja)[2]
- Order św. Stanisława I kl. (Rosja)[2]
- Komandor I Klasy Orderu Alberta z dekoracją wojenną (Saksonia)[2]
- Krzyż Wielki Orderu Ernestyńskiego (Saksonia)[2]
- Krzyż Wielki Orderu Fryderyka z mieczami (Wirtembergia)[2]